# Endotel
Endotel eller endotelium är det lager av celler, endotelceller, som täcker blodkärlens insida. Endotelet utgör alltså gränsskiktet mellan blodet och resten av blodkärlsväggen. Hela det cirkulatoriska systemet, från hjärtat till minsta kapillär, täcks på insidan av endotel. Endotel är inte ett passivt vävnadsskikt utan är inblandat i många aspekter av kroppens biologi. Hit hör kontroll av blodtryck genom vasokonstriktion (blodkärlens ihopdragning) och vasodilation (utvidgning) genom utsöndring av kväveoxid, samt motverkan till blodkoagulation genom utsöndring av plasminogenaktivator. Det har även antiinflammatoriska egenskaper och mekanismer som skyddar mot oxidation av lipoprotein som LDL. Uppskattningsvis väger alla endotelceller i kroppen ett kilogram tillsammans.
Endotelcellerna är polära celler - de olika sidorna, den som ligger mot blodet och den som vetter mot övriga blodkärlsväggen, är fundamentalt olika och fyller olika funktioner. Den del som ligger mot blodet kallas apikal medan den basala delen ligger mot basalmembranet.
På grund av endotelcellernas många funktioner utöver verkan som ett gränsskikt mellan vävnad och blod, betraktas endotel som ett aktivt, enskilt organ. Förlust av funktionellt endotel är inblandat i en rad olika sjukdomstillstånd, bland annat diabetes, arterioskleros, högt blodtryck, hjärtsjukdomar och hyperkolesterolemi.